# Serrado de las Costas de Montiberri
El Serrado de las Costas de Montiberri es una sierra de la Alta Ribagorza (provincia de Lérida, Cataluña, España) que hace en su extremo oriental de límite entre los términos municipales del Pont de Suert y de Tremp, municipio del Pallars Jussá. Este último término municipal absorbió en 1970 el antiguo municipio ribagorzano de Espluga de Serra, que inluía el enclave de Enrens y Trepadús, el límite noroeste del cual es el Serrado de las Costas de Montiberri.
Esta sierra tiene su inicio, en su lado occidental, sumergido en las aguas del embalse de Escales, de manera que el primer punto actualmente visible está a 860,2 metros de altitud. De aquí va subiendo hacia poniente, hasta enlazar con la cadena de la Faiada de Malpàs a 1.692,9 metros de altitud.